# Isabella Rocchietta
Isabella Rocchietta (n. 25 ianuarie 1978, Milano, Italia) este o actriță și cântăreață italiană.